# Adimanto di Atene
Adimanto, figlio di Leucolofide (in greco antico: Ἀδείμαντος?, Adéimantos, in latino Adimantus; Atene, metà del V secolo a.C. – dopo il 405 a.C.), è stato un ammiraglio ateniese.

## Biografia
Adimanto nacque nel demo di Scambonide. Nel 407 a.C. fu uno dei comandanti che parteciparono, con Alcibiade, alla spedizione contro Andro.
Fu poi nominato nuovamente generale nel 406 a.C., dopo il processo delle Arginuse, assieme a Filocle e a Conone, e con questa carica combatté la battaglia di Egospotami (405 a.C.), nella quale fu fatto prigioniero dagli Spartani.
Fu l'unico degli oltre 3000 Ateniesi catturati a non essere condannato a morte, visto che in precedenza si era opposto al decreto secondo il quale si sarebbero dovute tagliare le mani degli Spartani catturati. In seguito, però, molti Ateniesi lo accusarono di tradimento, e alla fine Conone lo fece processare. Ne parla anche Aristofane ne Le rane.